# جوستين بيتمان
جوستين بيتمان (بالإنجليزية: Justine Bateman)‏ هي ممثلة أمريكية، ولدت في 19 فبراير 1966 في ري في الولايات المتحدة.

## حياة سابقة
ولدت بيتمان في راي ، نيويورك ،  التحقت بمدرسة تافت الثانوية في وودلاند هيلز كاليفورنيا. ومع ذلك لم تتمكن من الالتحاق بالكلية في ذلك الوقت بسبب التزاماتها التعاقدية مع الروابط العائلية حصلت لاحقًا على درجة علوم الكمبيوتر وإدارة الوسائط الرقمية من جامعة كاليفورنيا في لوس أنجلوس في عام 2016.

## حياة شخصية
واعدت بيتمان ليف جاريت في علاقة حب أواخر الثمانينيات.  في عام 2001 تزوجت من مارك فلوينت وأنجبت منه طفلين. وهيا مؤيدة صريحة لحياد الشبكة .  في عام 2008أدلت بشهادتها أمام لجنة التجارة بمجلس الشيوخ الأمريكي لدعم حيادية الشبكة. 

## أعمال

### مسلسلات
- روابط عائلية
- مودرن فاميلي

## وصلات خارجية
- جوستين بيتمان على موقع IMDb (الإنجليزية)
- جوستين بيتمان على موقع ألو سيني (الفرنسية)
- جوستين بيتمان على موقع أول موفي (الإنجليزية)
- جوستين بيتمان على موقع قاعدة بيانات الأفلام السويدية (السويدية)
- جوستين بيتمان على موقع إن إن دي بي (الإنجليزية)
- جوستين بيتمان على موقع قاعدة بيانات الفيلم (الإنجليزية)
- جوستين بيتمان على موقع كينوبويسك (الروسية)